# Мандалский музей
Мандалский музей (норв. Mandal museum) — музей на улице Сторе Эльвегате в городе Мандал, в Норвегии. Располагается в историческом здании Андорсенгорден.
Здание было построено Матиасом Кристианом Кнутценом-младшим в 1801—1805 годах. В 1834 году оно было приобретено Гуловом Андорсеном и с тех пор носит его имя. Андорсены владели им до 1953 года, когда потомки Гулова Андорсена, Мари и Магдалина Сальвесен, передали его в дар муниципалитету Мандал для использования в качестве музея и библиотеки.
Мандал часто называют «Маленьким городом с великими художниками», что нашло отражение в экспозиции музея, которая включает в себя работы местных уроженцев Адольфа Тидеманда, Олафа Исааксена, Амальда Нильсена и Густава Вигеланда. Среди известных картин в собраниях музея хранятся полотно «Хаугеанцы» кисти Тидеманда и ряд пейзажей кисти Нильсена, изображающие рассветы и закаты в Ни-Хеллесунде.
Вдоль побережья Агдера на протяжении многих лет велась активная рыбная ловля. Истории местного рыболовства в музее посвящёна отдельная экспозиция. Кроме рыболовецких инструментов в ней представлены образцы местных рыбацких лодок — от древних до современных. Мандал был одним из ведущих морских портов Норвегии в сезон парусного спорта. Морской отдел музея, состоящий из коллекций консула Мортена Д. Бессесена, включает множество экспонатов, в числе которых и видео, посвящённые этой теме.
Филиалом Мандалского музея является дом Вигеланда. В свою очередь сам Мандалский музей является филиалом музея Западного Агдера.